# Seututie 145
Pour les articles homonymes, voir Route 145.
La route régionale 145 (finnois : Seututie 145) est une route régionale allant de Hyrylä à  Tuusula  jusqu'à Järvenpää en Finlande,,.

## Présentation
La seututie 145 est une route régionale d'Uusimaa.